# Logaritmikus derivált
A logaritmikus derivált egy függvény logaritmusának deriváltját jelenti, definíció szerint {\displaystyle {\frac {f'}{f}}\!}, ahol f ′ az f függvény deriváltja
Ha f a valós x változó f(x) függvénye, és valós, szigorúan pozitív értékeket vesz fel, akkor egyenlő az ln(f) deriváltjával, vagy az f természetes logaritmusának a deriváltjával. Ez a láncszabályból következik.

## Alapvető tulajdonságok
Lényeges tulajdonsága, hogy nem függ f értékeinek mértékegységétől.
Közgazdaságtanban ezt rugalmasságnak szokás nevezni.
A valós logaritmus több tulajdonsága is vonatkozik a logaritmikus deriváltra, még abban az esetben is, amikor a függvény értékei nem pozitív valós számok.
Például, egy szorzat logaritmusa, az egyes tagok logaritmusának az összege, kapjuk:
{\displaystyle (\log uv)'=(\log u+\log v)'=(\log u)'+(\log v)'.\!}
Az általánosított Leibniz-törvényt is alkalmazhatjuk egy szorzat deriváltjára:
{\displaystyle {\frac {(uv)'}{uv}}={\frac {u'v+uv'}{uv}}={\frac {u'}{u}}+{\frac {v'}{v}}.\!}
Így bármely függvényre igaz, hogy egy szorzat logaritmikus deriváltja az egyes tagok logaritmikus deriváltjának az összege (ha azok definiáltak).
Hasonlóan (valójában ez az előbbiekből következik), egy függvény reciprokának a logaritmikus deriváltja a függvény logaritmikus deriváltjának a negáltja:
{\displaystyle {\frac {(1/u)'}{1/u}}={\frac {-u'/u^{2}}{1/u}}=-{\frac {u'}{u}},\!}
mivel egy pozitív valós szám reciprokának a logaritmusa, a szám logaritmusának a negáltja.
Még általánosabban, egy hányados logaritmikus deriváltja, az osztandó és az osztó logaritmikus deriváltjainak a különbsége:
{\displaystyle {\frac {(u/v)'}{u/v}}={\frac {(u'v-uv')/v^{2}}{u/v}}={\frac {u'}{u}}-{\frac {v'}{v}},\!}
Egy másik irányban általánosítva, egy hatvány logaritmusa (valós, állandó kitevővel) az alap logaritmikus deriváltjának és az exponens szorzata:
{\displaystyle {\frac {(u^{k})'}{u^{k}}}={\frac {ku^{k-1}u'}{u^{k}}}=k{\frac {u'}{u}},\!}
Összefoglalva, mind a deriváltnak, mind a logaritmusnak van szorzatszabálya, reciprokszabálya, hányadosszabálya, és kitevőszabálya; mindegyik szabály kapcsolódik a logaritmikus deriválthoz.

## Derivált számítás logaritmikus deriválttal
A logaritmikus derivált alkalmazása leegyszerűsítheti a derivált számítást, ahol szükség van a szorzatszabályra.
A folyamat a következő: tegyük fel, hogy ƒ(x) = u(x)v(x), és szeretnénk kiszámolni ƒ'(x)-et.
Ahelyett, hogy közvetlenül számolnánk, a logaritmikus deriválttal számolunk:
{\displaystyle {\frac {f'}{f}}={\frac {u'}{u}}+{\frac {v'}{v}}.}
ƒ-fel végigszorozva, lesz ƒ':
{\displaystyle f'=f\left({\frac {u'}{u}}+{\frac {v'}{v}}\right).}
Ez a technika akkor nagyon hasznos, a ƒ sok tényező szorzata. Ez a technika lehetővé teszi ƒ' kiszámítását, minden egyes tényező logaritmikus deriváltjának összegezésével, és megszorozva ƒ-fel.

## Példák
- Az exponenciális növekedés és az exponenciális csökkenés, mind olyan folyamatok, ahol a logaritmikus derivált konstans.
- Pénzügyi matematikában, a görög  λ a derivatív ár logaritmikus deriváltja.